# Kwasa kwasa
Pour les articles homonymes, voir Kwassa kwassa.
La kwasa kwasa (ou kwassa kwassa) est une danse africaine de la République démocratique du Congo où les hanches bougent d'avant en arrière et les mains suivent les hanches. 
Elle fut très populaire à la fin des années 1980. Créée par Jeannot Rat, elle fut popularisée par Pépé Kallé, Kanda Bongo Man, Zaiko Langa Langa, ainsi que d'autres musiciens congolais.
Plus tard, elle devint synonyme pour le soukous ailleurs en Afrique.

## Note
1. ↑  Le nom provient peut-être de la phrase « Quoi ça ? ». Ou il veut dire « je travaille » en kikongo (voir « Nostalgie - Leçon de danse kwasa kwasa » dans la section Liens externes).